# Jean Périsson
 (novembre 2018).
 (février 2019).
Si vous disposez d'ouvrages ou d'articles de référence ou si vous connaissez des sites web de qualité traitant du thème abordé ici, merci de compléter l'article en donnant les références utiles à sa vérifiabilité et en les liant à la section « Notes et références ».
Jean Périsson est un chef d'orchestre français né le 6 juillet 1924 à Arcachon et mort le 18 février 2019 .

## Biographie
(novembre 2018).
Il est titulaire de deux premiers prix (harmonie et contrepoint) du Conservatoire de Paris.
Il étudie la direction d'orchestre avec Jean Fournet, puis à Salzbourg avec Igor Markevitch.
1er Grand prix du Concours international de jeunes chefs d'orchestre de Besançon en 1952.
Il est Directeur musical de l’Opéra de Nice de 1956 à 1965 et Chef permanent de l’Opéra de Paris de 1965 à 1970.
Il devient Chef de l’Orchestre national de l'Opéra de Monte-Carlo de 1969 à 1971 puis Directeur de l’Orchestre présidentiel d'Ankara de 1972 à 1976.
Aux États-Unis, de 1966 à 1980, il est invité régulier du San Francisco Opera (voir détail ci-dessous). Dirige également à Los Angeles, Houston, Sacramento, Philadelphie, Cincinnati, Washington…
À l'Opéra de Vienne, il dirige de 1976 à 1978 de nombreux opéras.
Entre 1980 et 1989, il effectue sept missions en Chine pour l’Association française d'action artistique (AFAA) pour le compte du ministère des Affaires étrangères.
Le 1er janvier 1982, lors de sa quatrième mission, il dirige la première historique de Carmen à Pékin, mise en scène par René Terrasson en langue chinoise, qui obtient un retentissement mondial..
En 2005, il est appelé par Valery Gergiev comme Conseiller musical pour la reprise de Carmen au Théâtre Mariinsky de Saint-Pétersbourg.
Activité symphonique et lyrique à Leningrad, Moscou, Riga, Varsovie, Belgrade, Vienne, Copenhague, Madrid, Istanbul, Berlin, Düsseldorf, Londres, Bruxelles, Lausanne, Rome, Bucarest, Zagreb, Prague, Hambourg…

## Créations françaises
- Élégie pour jeunes amants (Elegy for young Lovers) de Hans Werner Henze à l'Opéra de Nice (1960), avec Mady Mesplé, Jacques Doucet et la participation exceptionnelle du percussionniste Sylvio Gualda
- Les Quatre Rustres d'Ermanno Wolf-Ferrari à l'Opéra de Nice (1960)
- Le Serment d'Alexandre Tansman (création scénique) à l'Opéra de Nice (1963), avec Denise Duval, Michel Sénéchal, Franck Schooten
- Katerina Ismaïlova (Lady Macbeth du district de Mtsensk) de Dmitri Chostakovitch à l'Opéra de Nice (1964)
- C'est la guerre d'Emil Petrovics (1965)
- Le Joueur de Sergueï Prokofiev au Capitole de Toulouse (1966)
- Káťa Kabanová (Katja Kabanova) de Leoš Janáček à Paris au Théâtre de l'Opéra-Comique (1968) avec Hélène Garetti, Berthe Montmart

## Créations mondiales
- Le Proscrit, ballet de Joseph Kosma à l'Opéra de Nice (1963)
- Le Rossignol de Boboli d'Alexandre Tansman à l'Opéra de Nice (1965)
- Six études pour orchestre d'Alexandre Tansman avec l'Orchestre philharmonique de l'ORTF (1965)

## Discographie
- Noëls Français : Ensemble Janequin ; direction et harmonisation : J. Périsson
- Chansons françaises du XVIe siècle : Ensemble Janequin ; direction et harmonisation : J. Périsson
- Ravel/Colette : L'Enfant et les Sortilèges Vidéo INA (1967) Réal : Roger Kahane avec Mady Mesplé, Christiane Eda-Pierre, Jane Berbié, Nadine Denize et l'Orchestre National de l'ORTF
- Henri Tomasi : Concerto « à la mémoire d’un poète assassiné, Federico Garcia Lorca » pour guitare et orchestre, avec Alexandre Lagoya et l'Orchestre symphonique de Radio Zagreb (1969)
- Dmitri Chostakovitch : Concerto pour violoncelle No 1, avec Vladimir Orloff et l'Orchestre Philharmonique de l'ORTF (1970)
- Jules Massenet : Manon, avec Beverly Sills, Nicolai Gedda. San Francisco Opera (1971)
- Giacomo Meyerbeer : L'Africaine, avec Plácido Domingo, Shirley Verrett, Simon Estes (en). San Francisco Opera (1972)
- Giacomo Puccini : La Bohème, avec Teresa Stratas, José Carreras. San Francisco Opera (1973)
- Jacques Offenbach : Les Contes d'Hoffmann, avec Kenneth Riegel, José van Dam, Christiane Eda-Pierre, Suzanne Sarroca, Danielle Chlostawa. Opéra de Paris, sc. Patrice Chéreau (1974)
- Charles Gounod : Faust, avec Giacomo Aragall, Nancy Shade (en), Giorgio Tozzi, Jocelyne Taillon. San Francisco Opera (1977)
- Francis Poulenc : Dialogues des Carmélites, avec Régine Crespin, Suzanne Sarroca, Anne-Marie Blanzat, Anne-Marie Rodde, Peter Gottlieb. Chœurs & Orchestre de l'Opéra du Rhin (1981)
- Georges Bizet : Carmen (en chinois, "live") , avec Miao Qing, Lin Jin Yuan, Orchestre Central de Pékin (1982). Sc. René Terrasson. Études vocales : Jacqueline Brumaire. Grand Prix international du disque, Académie Charles-Cros, palmarès 1983.

## San Francisco Opera
- 1966

1. Les Troyens (Berlioz) avec Régine Crespin, Jon Vickers, sc. Louis Erlo (suite en 1968)
2. Carmen (Bizet) avec Jon Vickers, Grace Bumbry, sc. Louis Erlo

- 1967

1. Faust (Gounod) avec Alfredo Kraus, Nicolaï Ghiaurov, Arlene Saunders (en), sc. Louis Erlo
2. Louise (Gustave Charpentier) avec Arlene Saunders, John Alexander, Stuart Burrows, sc. Louis Erlo

- 1968 Les Troyens (suite)
- 1969

1. La Bohème (Puccini) avec Plácido Domingo, Lucine Amara
2. Pelléas et Mélisande (Debussy) avec Henri Gui, Jeannette Pilou, Frantz Petri

- 1970

1. Carmen (Bizet) avec Brigitte Fassbaender, Guy Chauvet, José van Dam
2. Faust (Gounod) avec Alain Vanzo, Judith Beckman, Roger Soyer

- 1971 Manon (Massenet) avec Beverly Sills, Nicolai Gedda
- 1972 L'Africaine (Meyerbeer) avec Plácido Domingo, Shirley Verrett
- 1973 La Bohème (Puccini) avec José Carreras, Teresa Stratas
- 1977 Faust (Gounod) avec Giacomo Aragall, Nancy Shade (en), Giorgio Tozzi

## Principaux interprètes dirigés
Cyril Atanassoff, Gabriel Bacquier, Paul Badura-Skoda, Fedora Barbieri, Teresa Berganza, Inge Borkh, Grace Bumbry, José Carreras, Shura Cherkassky, Dino Ciani, Franco Corelli, Simone Couderc, Régine Crespin, György Cziffra, Mario Del Monaco, Natalie Dessay, Alirio Díaz, Plácido Domingo, Miguel Ángel Estrella, Annie Fischer, Andor Földes, Pierre Fournier, Zino Francescatti, Samson François, Nicolai Gedda, Nicolaï Ghiaurov, Ivry Gitlis, Sylvio Gualda, Emil Guilels, Hans Hotter, Jacques Jansen, Gwyneth Jones, James King, Alfredo Kraus, Alexandre Lagoya, Christa Ludwig, Nikita Magaloff, Catherine Malfitano, Adriana Maliponte, Janine Micheau, Nathan Milstein, Martha Mödl, Gerd Nienstedt (de), Elena Obraztsova, Igor Oïstrakh, Ivan Petrov, Michel Portal, Margaret Price, Ruggero Raimondi, Jane Rhodes, Mado Robin, Leonard Rose, Arthur Rubinstein, Fazil Say, Beverly Sills, Maria Stader, János Starker, Teresa Stich-Randall, Teresa Stratas, Paul Tortelier, José van Dam, Astrid Varnay, Jon Vickers, Ramón Vinay, Wolfgang Windgassen, Narciso Yepes.

## Publications
- Une Vie de héraut : Un chef d'orchestre dans le siècle, Paris, Éditions L'Harmattan[3].
- Jacques Offenbach - Les Contes d'Hoffmann : commentaire littéraire et musical, éd. L'Avant-scène Opéra no 25 (janvier-février 1980).

### Sources et bibliographie
- Alain Pâris, Dictionnaire des interprètes et de l'interprétation musicale au XXe siècle, Paris, Robert Laffont, coll. « Bouquins », 1989, 1112 p. (ISBN 978-2-221-06660-7 et 2-221-06660-X, OCLC 319830089)
- José Beckmans : Prisonnier de son art - mémoires - (1989), éd. Librairie Séguier
- Jacques Lonchampt : Regards sur l'opéra de Verdi à Georges Aperghis, éd. L'Harmattan, 2003
- Joseph Colomb : Leoš Janáček et La France, éd. de l'Ile bleue, 2014
- Pierre Flinois : L'Avant-scène opéra[4], 2015